# Centralna Rada Organizacji Białoruskich
Centralna Rada Organizacji Białoruskich − ciało utworzone w lipcu 1917 roku w Mińsku na zjeździe przedstawicieli Białoruskiej Socjalistycznej Hramady i Białoruskiej Partii Socjalistów-Narodników.
Zmierzała do skupienia pod swym kierownictwem białoruskich ugrupowań radykalnych i decydowania o losach kraju, przeciwstawiała się polityce kierownictwa Białoruskiego Komitetu Narodowego (przewodniczący Raman Skirmunt), któremu zarzucała społeczny konserwatyzm, postulowała bezpłatne przekazanie ziemi chłopom. Po połączeniu z Centralną Białoruską Radą Wojskową jesienią 1917 roku przekształciła się w Wielką Radę Białoruską, która przyjęła uchwałę o nieuznawaniu lokalnych władz bolszewickich.
Z jej inicjatywy został zwołany w Mińsku Zjazd Wszechbiałoruski (grudzień 1917 r.), który opowiedział się przeciwko oddzieleniu Białorusi od Rosji.